# Pseudotrimezia synandra
Pseudotrimezia synandra är en irisväxtart som beskrevs av Pierfelice Ravenna. Pseudotrimezia synandra ingår i släktet Pseudotrimezia och familjen irisväxter. Inga underarter finns listade i Catalogue of Life.